# Fuga per la vittoria
Fuga per la vittoria (Victory) è un film del 1981 diretto da John Huston.
Il film, liberamente ispirato alla partita della morte tenutasi a Kiev il 9 agosto 1942 tra una mista di calciatori di Dynamo e Lokomotiv e una squadra composta da ufficiali dell'aviazione tedesca Luftwaffe, mantiene ancora oggi una notevole popolarità, soprattutto per la presenza di grandi calciatori dell'epoca a fianco degli attori principali, tra cui il celeberrimo Pelé.
Nell'agosto del 2015, Rolling Stone lo mette al ventunesimo posto della classifica dei migliori film sportivi della storia del cinema.

## Trama
1942, Seconda guerra mondiale. Durante una visita ad un campo di concentramento per prigionieri Alleati, il maggiore tedesco Von Steiner, con un passato da calciatore anche tra le file della Nazionale tedesca, riconosce tra gli ufficiali britannici prigionieri il capitano John Colby, ex giocatore militante in Nazionale inglese nonché nel West Ham. Dispiaciuto del fatto che le circostanze, che li vedono su due fronti belligeranti opposti, non permettano loro di discorrere dei loro passati sportivi come desidererebbero, Von Steiner tuttavia ha l'idea di organizzare un incontro di calcio tra una selezione di calciatori Alleati e la squadra sportiva di una vicina base tedesca.
All'inizio i compagni di prigionia di Colby si dichiarano contrari all'iniziativa, sicuri che il comando britannico non approverebbe e consci che la propaganda tedesca potrebbe sfruttare l'evento per caricarlo di significati extra-sportivi. Ma il capitano è stimolato dal confronto, anche perché le truppe britanniche possono vantare giocatori di livello come l'altro inglese Brady, lo scozzese Hayes e il coloured originario di Trinidad Luis Fernandez. Un prigioniero statunitense arruolato nell'esercito canadese, Hatch, benché non sia capace di giocare a calcio chiede ed ottiene di aggregarsi al gruppo. Il suo iniziale piano di fuga, infatti, è andato in fumo in quanto due guardie, delle quali aveva imparato tutti i movimenti, sono state spostate dalla sorveglianza delle docce, attraverso cui aveva pensato di scappare, a quella dei giocatori. Colby si convince, e ne giustifica la presenza in squadra adducendo come motivo la necessità di un preparatore atletico.
Come gli altri ufficiali britannici avevano supposto, il comando tedesco, volendo trasformare l'evento in un veicolo di propaganda, toglie di mano a Von Steiner l'organizzazione dell'incontro, sostituendo la squadra della base con la stessa Nazionale tedesca e fissando il luogo della sfida allo stade olympique Yves-du-Manoir a Colombes. Von Steiner capisce subito che, a quel punto, la partita non avrà più significato sportivo e il comando tedesco metterà in atto qualsiasi stratagemma per vincere e conquistarsi il primato d'immagine di fronte agli Alleati. Lo stesso maggiore, tuttavia, percepisce le richieste di Colby di avere una squadra composta da ex-atleti come lui, fornendogli così una lista di giocatori, ora prigionieri di guerra, appartenenti a Paesi Alleati o invasi dalla Germania. Giungono così al campo elementi di spessore, tra cui il belga Filieu, l'olandese van Beck e il norvegese Hilsson. Giungono però anche, in pessime condizioni di denutrizione, calciatori dell'Europa Orientale prelevati dai campi di lavoro.
Il comando Alleato, di contro, intuisce che la partita può costituire un'irripetibile occasione di fuga per i prigionieri impegnati nella stessa, sicché incarica Hatch di fuggire per mettersi in contatto con la Resistenza francese. Scappato dal campo, Hatch raggiunge clandestinamente Parigi, dove alcuni partigiani si adoperano per organizzare la fuga dei calciatori Alleati durante l'intervallo tra i due tempi: essi fuggiranno dai lavatoi, che comunicano direttamente con la vecchia rete fognaria. Occorre che qualcuno avverta la squadra del piano in atto, e quindi tocca ancora al canadese sacrificarsi: si lascia catturare dai tedeschi nel vicino campo di prigionia, sicuro di essere rimandato allo stesso posto e di poter comunicare a Colby le informazioni ricevute. Ma è impossibilitato a farlo, poiché viene punito per tentata fuga con la detenzione in cella di rigore. Al fine di reinserirlo in squadra, Colby, ricordandosi di averlo visto cavarsela discretamente in porta durante la preparazione, chiede e ottiene da Von Steiner la riammissione come estremo difensore al posto del titolare, Tony Lewis, sostenendo che questi si è fratturato il braccio allenandosi. Destinato a essere visitato dal medico del campo per accertare la veridicità del suo infortunio, Lewis si vede costretto a farselo provocare sul serio dallo stesso Colby.
Il giorno dell'incontro, lo stadio di Colombes è decorato di bandiere a croce uncinata, ma è altresì pieno di civili francesi: gli unici tedeschi sono militari, in un ambiente a loro ostile. Lo speaker radiofonico (che commenta la partita in inglese a beneficio dei radioascoltatori britannici), propone in sottofondo degli applausi preregistrati per dare l'impressione che la folla sia entusiasta della prestazione tedesca. Come paventato da Von Steiner, un pavido arbitro proveniente da un Paese neutrale non è in grado di tenere in mano l'incontro in maniera imparziale e sorvola sulle numerose scorrettezze dei tedeschi. Ne fanno le spese Hatch, toccato duro nelle mischie in area, e soprattutto Fernandez, costretto a uscire dal campo a seguito di un violento scontro che gli provoca un trauma allo sterno, lasciando i compagni in dieci non essendo all'epoca ancora consentite le sostituzioni. La Germania si porta in vantaggio fino al 4-0, con l'ausilio di una rete segnata su un rigore assai dubbio, finché in prossimità dello scadere gli Alleati realizzano il loro primo gol grazie a Brady, ben imbeccato da un cross proveniente dalla sinistra.
Al termine del primo tempo negli spogliatoi è tutto pronto: i resistenti parigini hanno rotto il tramezzo che separa i lavatoi dal tunnel di fuga. Ma prima alcuni giocatori, poi anche Colby, rifiutano di scappare perché sono convinti di poter ribaltare l'incontro e vincerlo. I resistenti tentano di dissuaderli, poiché alla fine della partita non ci sarà più tempo per la fuga, ma ormai la sfida è diventata una questione d'onore per Colby e compagni, che non vogliono dare ai tedeschi la soddisfazione di averli battuti e riescono a convincere anche il riluttante Hatch. Gli Alleati rientrano in campo e iniziano a giocare in maniera convinta e determinata, ricorrendo pure alla stessa durezza usata dai tedeschi nel primo tempo. Trascinati dall'entusiasmo degli spettatori francesi sugli spalti, riescono a portarsi prima sul 2-4 grazie a Rey, che realizza scartando persino il portiere, poi sul 3-4 con Hayes, che raccoglie su corta respinta del portiere, e si vedono annullare il gol del pari di Hillson per un presunto fuorigioco. A quel punto l'infortunato Fernandez rientra in campo proteggendosi il petto con un braccio e, su un cross di Brady, si esibisce in una spettacolare rovesciata che infiamma il pubblico e porta le squadre in parità sul 4-4. La bellezza del gesto tecnico entusiasma anche Von Steiner, che si alza ad applaudire sportivamente il gol, tra la silenziosa ma evidente disapprovazione degli altri ufficiali tedeschi in tribuna d'onore.
Dopo aver fallito di poco il gol del clamoroso 5-4, all'ultimo minuto di gioco gli Alleati si vedono assegnare contro un altro rigore, che però appare più netto. Dinanzi alle loro proteste, gli spettatori francesi intonano con fierezza la Marsigliese in segno di orgoglio e incoraggiamento. Il portiere Hatch e il capitano tedesco Baumann si trovano faccia a faccia e si fissano intensamente negli occhi per lunghi istanti. Hatch, fino a quel momento non impeccabile, vola a parare il rigore calciato dal semi-ipnotizzato Baumann. Lo stadio esulta e gli spettatori invadono il campo travolgendo le barriere intorno al terreno di gioco e superando le guardie armate. Nella confusione che si genera, i giocatori Alleati vengono portati via dalla folla e fuggono dagli ingressi principali. Il maggiore Von Steiner, dalla tribuna, osserva la scena con un'espressione di sportiva indulgenza, che fa da contraltare al disappunto dei gerarchi nazisti seduti poco distanti da lui.

## Produzione
Il film fu prodotto dalla collaborazione tra Lorimar Film Entertainment (che presentò la pellicola), Victory Company, e New Gold Entertainment. Gli effetti speciali furono realizzati dalla Makeup Effects Laboratories. Le riprese si svolsero in tre mesi, da agosto a novembre 1980, a Parigi e a Budapest.
Il portiere Gordon Banks fu incaricato di allenare Sylvester Stallone per prepararlo a questo film. Dopo solo due di giorni di allenamento con Banks, Stallone rifiutò di seguire i suoi consigli, rimpiangendo poi la scelta: a causa dei tuffi compiuti per le riprese, oltre a varie ferite alle gambe, rimediò la slogatura di una spalla, due costole fratturate e la rottura di un dito nel tentativo di respingere una conclusione di Pelé.
Stallone, che interpretò la parte del portiere, chiese di poter realizzare la rete finale della partita, tuttavia il cast lo fece ritornare sui suoi passi e si scelse di fargli parare un rigore. Le riprese furono realizzate all'interno del Nándor Hidegkuti Stadion di Budapest, uno dei pochi stadi che non avevano ancora un impianto dotato di riflettori, essendo quindi più simile a quelli antecedenti la seconda guerra mondiale, periodo in cui è ambientata la storia. Nella colonna sonora del film sono presenti la quinta e la quarta sinfonia del compositore e pianista sovietico Dmitrij Dmitrievič Šostakovič. Il budget per la realizzazione della pellicola ammontò a circa $ 10.000.000.

### Cast
La particolarità di questo film è che, accanto ad attori di primo piano come Sylvester Stallone, Michael Caine e Max von Sydow come protagonisti, furono chiamati a far parte del cast numerosi calciatori professionisti di fama internazionale: Pelé, fuoriclasse brasiliano tre volte campione del mondo (1958, 1962 e 1970); Bobby Moore, capitano della nazionale inglese campione del mondo nel 1966; il belga Van Himst, il polacco Deyna, l'argentino Ardiles campione del mondo nel 1978, tutti leader delle rispettive nazionali, e altri ancora. Sylvester Stallone interpreta un soldato statunitense arruolato nell'esercito canadese catturato durante il raid su Dieppe più avvezzo al football americano che al calcio, portiere dallo stile molto grezzo, che a più riprese chiede a Colby quale sia il giusto piazzamento sul corner, ma che all'ultimo minuto parerà il decisivo rigore che avrebbe permesso ai tedeschi di vincere la partita.
L'unico calciatore statunitense del cast, singolarmente, interpreta il ruolo di un atleta tedesco, il capitano Baumann. Si tratta di Werner Roth, nato nella ex-Jugoslavia da genitori provenienti dalla Germania e americano per naturalizzazione: su invito di Pelé, Roth si presentò alla produzione e fu ingaggiato per il film, inizialmente per recitare la parte di un calciatore francese schierato con gli Alleati. Ma quando John Huston si accorse che Roth parlava anche tedesco, gli affidò la parte di Baumann.

### La formazione degli Alleati
Per nazionalità si intende quella dell'attore e non del personaggio. Pelé infatti interpreta un giocatore originario di Trinidad e Tobago, poiché il Brasile entrò in guerra solo successivamente all'ambientazione del film. Così pure Kevin O'Callaghan, irlandese, e Osvaldo Ardiles, argentino, sono nati in nazioni estranee alla seconda guerra mondiale; ad Ardiles in particolare fu dato il ruolo di un calciatore militare francese. Sylvester Stallone interpreta un soldato americano che combatte nell'esercito canadese.
| N.      | Nome              | Nazione     | Interpretato da    |
| ------- | ----------------- | ----------- | ------------------ |
| 1       | Robert Hatch      | Stati Uniti | Sylvester Stallone |
| 2       | Michel Fileu      | Belgio      | Paul Van Himst     |
| 3       | John Colby (cap.) | Inghilterra | Michael Caine      |
| 4       | Pieter van Beck   | Paesi Bassi | Co Prins           |
| 5       | Doug Clure        | Inghilterra | Russell Osman      |
| 6       | Terry Brady       | Inghilterra | Bobby Moore        |
| 7       | Arthur Hayes      | Scozia      | John Wark          |
| 8       | Carlos Rey        | Argentina   | Osvaldo Ardiles    |
| 9       | Sid Harmor        | Inghilterra | Mike Summerbee     |
| 10      | Luis Fernandez    | Brasile     | Pelé               |
| 11      | Erik Borg         | Danimarca   | Søren Lindsted     |
| (sost.) | Paul Wolchek      | Polonia     | Kazimierz Deyna    |
| (sost.) | Gunnar Hilsson    | Norvegia    | Hallvar Thoresen   |
| (sost.) | Tony Lewis        | Irlanda     | Kevin O'Callaghan  |

Va inoltre segnalata la presenza nel cast di altri calciatori, quali Werner Roth nella parte di Baumann (il capitano della squadra tedesca), Laurie Sivell nella parte di Schmidt (il portiere della squadra tedesca), Robin Turner nella parte di un calciatore tedesco e infine Kevin Beattie e Paul Cooper che sostituivano rispettivamente Michael Caine e Sylvester Stallone durante le azioni di gioco.

## Tagline
Le tagline utilizzate per la promozione della pellicola sono due:
- Their goal was freedom ...
  - Il loro obiettivo era la libertà ...
- Now is the time for heroes.
  - Ora è il momento degli eroi.

## Distribuzione

### Date di uscita
Il film è stato presentato al Festival cinematografico internazionale di Mosca il 7 luglio 1981; distribuito a New York il 16 luglio; nel resto degli Stati Uniti d'America il 31 luglio dalla Paramount Pictures; in Colombia il 6 agosto; in Italia e in Francia (con il nome À nous la victoire, dalla S.N. Prodis) il 23 settembre; nei Paesi Bassi il 15 ottobre come Escape to Victory dalla Concorde Film; in Svezia il 30 ottobre come Den sista matchen dalla Europa Film; in Norvegia il 6 novembre come Flukten til seier; in Danimarca il 9 novembre come Victory - fangelejrens helte; in Australia il 12 novembre; in Turchia in dicembre come Zafere kaçis; in Regno Unito il 4 dicembre; in Finlandia (Pako voittoon) e in Portogallo (Fuga Para a Vitória) il 18 dicembre; in Giappone il 19 dicembre; in Perù il 25 dicembre come Escape a la victoria; in Irlanda il 12 febbraio 1982; in Corea del Sud il 3 aprile; in Messico l'8 aprile come Escape a la victoria; in Germania Ovest il 13 maggio come Flucht oder Sieg dalla Centfox; in Ungheria il 14 marzo 1985 come Menekülés a győzelembe.

### Divieti
Il film, a seconda del paese di proiezione, ha avuto una censura più o meno "severa": in Germania Ovest è stato vietato ai minori di 6 anni; in Norvegia, Finlandia, e nei Paesi Bassi ai minori di 12; in Svezia ai minori di 15. In Australia, Singapore, e negli Stati Uniti d'America è stato valutato con l'acronimo PG, vale a dire che la visione del film è consentita ai bambini con la presenza di un adulto.

### Home Video
Il DVD della pellicola in Italia è stato prodotto dalla DVD Storm e distribuito a partire dal 24 febbraio 2003 dalla Terminal Video. Il codice area è 2 - Europa, i sottotitoli sono sia in lingua italiana che in quella inglese, il formato video è 2.35:1 Anamorfico, mentre la risoluzione 16:9. I contenuti extra sono i seguenti: Trailer, Note biografiche cast, Filmografie regista e attori principali, Pelè, filmato speciale con una selezione dei suoi migliori goal, La vera storia da cui è stato tratto il film.

## Accoglienza

### Incassi
Nel primo week-end di apertura statunitense guadagna $ 2.488.808. L'incasso totale in patria ammonta a $ 10.853.418, mentre nel resto del mondo $ 16.600.000, per un incasso globale di $ 27.453.418.

### Critica
Il film viene accolto molto bene dalla critica, soprattutto per il cast ricco di stelle del calcio, ed è considerato da molti un cult del cinema di questo sport: su IMDb riceve un punteggio di 6.8/10, su FilmTV 7.5/10, su Comingsoon 3.3/5, su MYmovies 3.41/5, mentre su Movieplayer.it 3.1/5.
- Walter Veltroni:[16]

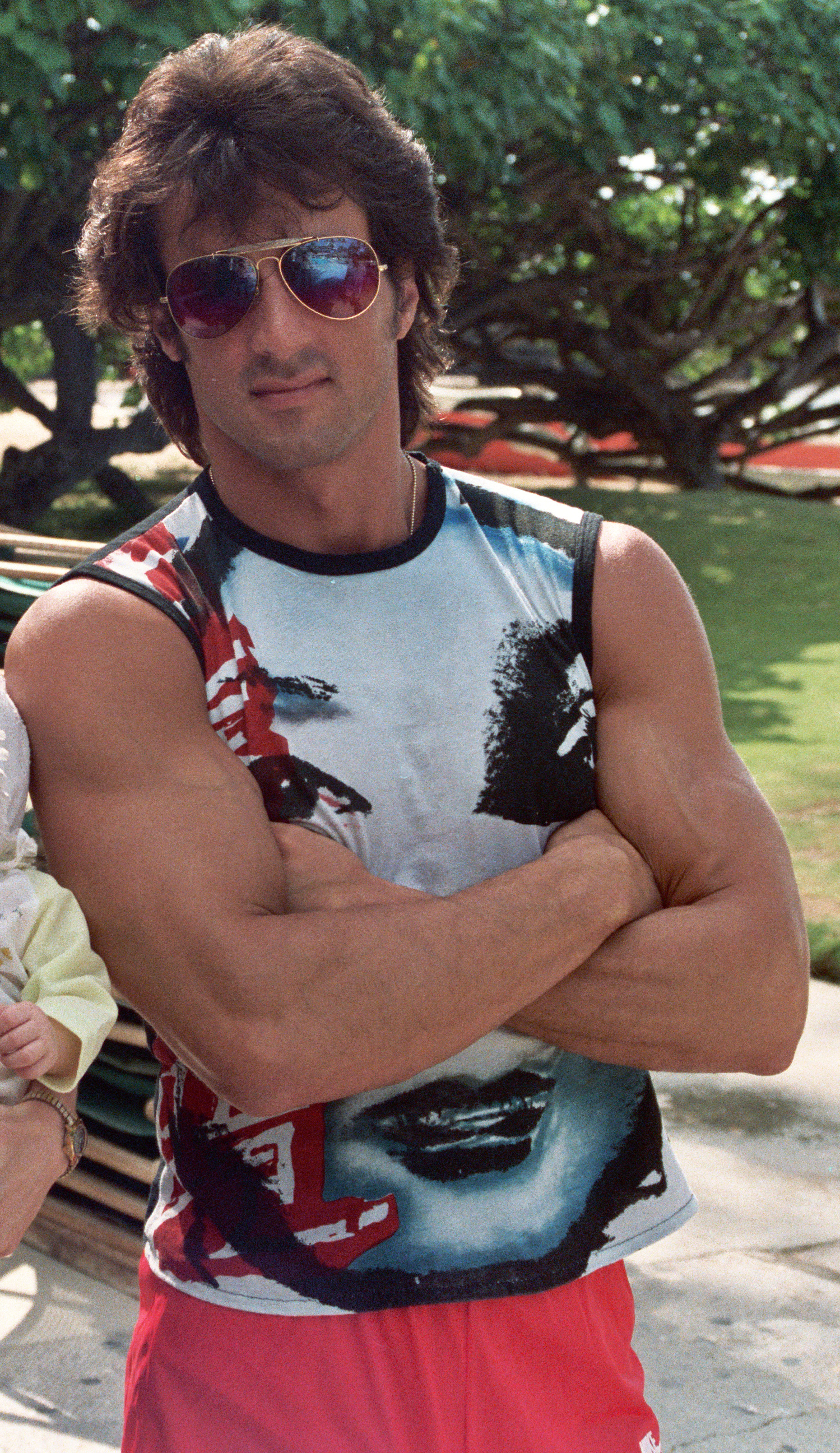
Sylvester Stallone interpreta il soldato americano Robert Hatch

  - "Arrivano i Mondiali. In questi giorni il tempo si sospende, e si perdono tutti i freni inibitori. Ho visto impegnati intellettuali mitteleuropei comportarsi come il Gassman tifoso di I mostri e sedersi davanti alla Tv con la stessa maglietta che avevano nel giugno del 1970, la notte della vittoria storica per 4-3. Questo film è l'ideale per prepararsi alla grande avventura dei Mondiali."
- Teletutto:
  - "Grazie all'appoggio di veri calciatori (tra i quali il mitico Pelè) e alla mano del maestro Huston il film assume nel finale ritmi davvero trascinanti."
- Francesco Mininni de Magazine Italiano Tv
  - "Una storia improbabile ispirata a un vecchio film ungherese. Huston ha grande senso dello spettacolo e la giusta dose di ironia, ma il calcio si conferma uno degli sport meno cinematografici nonostante la presenza di campioni come Pelè, Ardiles e Bobby Moore."
- Laura e Morando Morandini de Telesette
  - "Inventato tutto in funzione della partita di calcio finale, è un film che sfrutta abilmente i luoghi comuni, gli espedienti retorici, i buoni sentimenti del film sportivo e dei film sulle evasioni. Quasi 2 ore senza stancarsi."
- Marco Paiano:[17]
  - "Difficile infatti non emozionarsi davanti alla presenza scenica e al carisma di leggende di questo sport come Pelè e Bobby Moore o vedendo i virtuosismi di un funambolo come Osvaldo Ardiles, le cui giocate, unite alle solide interpretazioni dei protagonisti Michael Caine, Sylvester Stallone e Max von Sydow, fanno chiudere più che volentieri un occhio su qualche faciloneria ed esagerazione a livello di trama."
- Pierpaolo Festa:[18]
  - "Una delle fughe più belle mai viste sul grande schermo."

## Riconoscimenti
- 1981 - Festival cinematografico internazionale di Mosca[19]
  - Candidatura per il Premio d'oro